# Caloprymnus campestris
O rato-canguru-do-deserto (Caloprymnus campestris) é um marsupial extinto que habitava originalmente áreas da Austrália. Possuía o tamanho de um pequeno coelho e hábitos de alimentação noturnos.
Foi visto pela última vez em 1935.